# Dörnick
Dörnick est une commune allemande du Schleswig-Holstein, située dans l'arrondissement de Plön, à l'ouest de la ville de Plön, sur la rive gauche de la Schwentine. Dörnick fait partie de l'Amt Großer Plöner See qui regroupe dix communes entourant le lac Großer Plöner See.